# Festas de agosto de Montes Claros
As festas de agosto de Montes Claros são festas religiosas, de origem católica, realizadas tradicionalmente na cidade mineira em homenagem a Nossa Senhora do Rosário, São Benedito e Divino Espírito Santo.
Durante os dias de festa são realizadas práticas religiosas como missas, bênçãos e levantamento dos mastros, acompanhadas das festividades dos grupos tradicionais de Catopês, das Marujadas e Caboclinhos, além dos cortejos, com jovens da comunidade caracterizados como príncipes e princesas.
No ano de 2018 as Festas chegaram à sua 179ª edição.

## Grupos tradicionais
Os grupos tradicionais são manifestações montes-clarenses da prática conhecida como Congado, com as peculiaridades regionais comuns nas suas derivações.

### Catopês
Os Catopês representam a pessoa nativa da África e levada ao Brasil. Em geral sua roupa tradicional branca é enfeitada com muitas cores, principalmente rosa e azul, sendo as fitas coloridas que pendem da sua coroa repleta de penas a inspiração para a decoração dos festivais folclóricos.

### Marujadas
As Marujadas têm inspiração nas tradições luso-espanholas, representando os grandes feitos náuticos dos cristãos. Os grupos de marujos, como também são conhecidos, usam roupa branca ou vermelha e azul.

### Caboclinhos
Os Caboclinhos representam o índio brasileiro, sendo a sua caracterização com penas e cocar uma referência àqueles grupos étnicos. Originalmente se apresentavam com o busto nu, mas a presença de meninas levou ao uso de blusas de cor vermelha.